# Vittorio Italico Zupelli
Vittorio Italico Zupelli noto anche come Vittorio Zupelli, come Vittorio Zuppelli e come Elio Vittorio Italico Zupelli (Capodistria, 6 marzo 1859 – Roma, 22 gennaio 1945) è stato un generale e politico italiano.
Fu il primo istriano ad esser nominato generale del Regio Esercito italiano e a ricoprire la carica di ministro del Regno d'Italia.

## Biografia

### Dall'Istria a Roma

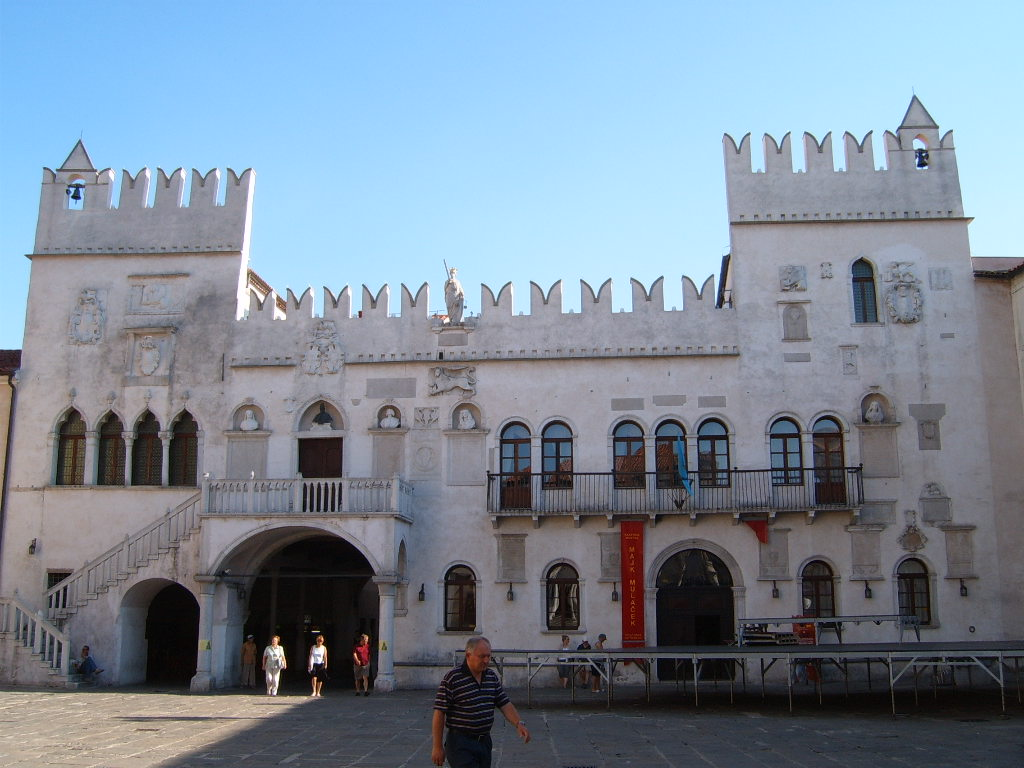
Palazzo Pretorio a Capodistria, città natale di Vittorio Italico Zupelli

Nasce nella Capodistria asburgica da famiglia di estrazione borghese, priva di tradizioni castrensi. Suo padre, Giuseppe, di sentimenti irredentisti, è professore all'ex Imperial Regio Ginnasio Giustinopolitano, poi Ginnasio-Liceo Gian Rinaldo Carli, dove Vittorio Italico compirà i suoi studi.
Diciottenne, lascia Capodistria per l'Italia per completare la propria formazione classica presso l'Università di Padova. Il giovane non varcherà mai la soglia del celebre Ateneo: attratto dalla vita militare verrà ammesso all'Accademia Reale di Torino nell'autunno del 1877 da dove uscirà con il grado di sottotenente d'artiglieria. Nel 1899 è nominato tenente colonnello e otto anni più tardi colonnello, distaccato a Roma, presso il Ministero della Guerra.

### Nella guerra italo-turca
La grande occasione arriva con la guerra italo turca del 1911-1912. Inviato in Libia nell'ottobre del 1911, il colonnello Zupelli si distingue alla fine di quello stesso mese nell'espugnazione di Derna che egli renderà possibile grazie all'occupazione, con un colpo di mano, delle fonti d'acqua potabile ubicate nelle immediate vicinanze della città. Tali fonti assicureranno il rifornimento idrico delle truppe italiane impegnate nell'assedio. In novembre viene nominato capo di stato maggiore del generale Pietro Frugoni, comandante del X corpo d'armata speciale in sostituzione del colonnello Marchi. Grande organizzatore, Zupelli avrà modo di distinguersi non solo per il puntuale approvvigionamento della truppa di equipaggiamenti, vettovagliamenti e munizioni, ma anche per il perfetto coordinamento della parte logistica, particolarmente difficoltosa date le impervie caratteristiche del territorio libico. Richiamato a Roma ancor prima del termine delle ostilità, viene nominato maggior generale (1912).

### Senatore e ministro nella Grande guerra
Nell'estate del 1914 scoppia la prima guerra mondiale e l'Italia resta per dieci mesi in bilico fra intervento (al fianco di Francia, Gran Bretagna e Russia) e neutralità. L'11 ottobre 1914 il Ministro della Guerra, Domenico Grandi, dà le dimissioni e il capo del governo, Antonio Salandra, al suo posto nomina Zupelli, in quel momento vicecapo di stato maggiore. 
Il 15 novembre diviene, per nomina regia, senatore del Regno.
Convinto dell'inevitabilità dell'entrata in guerra dell'Italia a breve termine, il nuovo titolare del dicastero della guerra imprime, fin dall'inverno 1914-15, una svolta alla preparazione bellica del Paese, assecondato dal Ministro del tesoro, l'ex-garibaldino Paolo Carcano e dallo stesso Antonio Salandra.
Con la dichiarazione di guerra dell'Italia all'Impero austro-ungarico nel maggio del 1915 viene richiesto al Paese uno sforzo bellico di ampie proporzioni coordinato dal ministro Zupelli che, nel luglio di quello stesso anno, riesce ad imporre ad Antonio Salandra un uomo di sua fiducia, il generale Alfredo Dallolio, come sottosegretario al ministero della Guerra con competenza sugli armamenti. Coadiuvato dal prezioso Dallolio, Zupelli riuscirà a sfruttare al massimo le potenzialità dell'industria di guerra italiana cercando di colmare, per quanto possibile, le forti deficienze strutturali del settore evidenti fin dalle prime settimane del conflitto. La politica di Zupelli è coronata da successo e le sue dimissioni (16 marzo 1916, rese pubbliche solo il 4 aprile successivo), insistentemente richieste dal generale Luigi Cadorna e finalmente ottenute, saranno un duro colpo per l'Italia in guerra. Zupelli, spalleggiato da Salandra, si era infatti fermamente opposto sia al disegno di Cadorna di conquistare Trieste con trecentomila uomini sguarnendo il fronte dell'Isonzo, sia alla richiesta da parte del capo di stato maggiore di richiamare prematuramente alle armi la classe 1896 per la costituzione di otto nuove divisioni da impiegarsi nella primavera del 1916. L'avversione nutrita nei suoi confronti da Luigi Cadorna, unita ai tentennamenti di Antonio Salandra inducono Zupelli, dopo tre settimane di pressione della stampa, corsa in appoggio del generale Cadorna dopo le delusioni albanesi, a rinunciare al dicastero, nel marzo 1916, sostituito dal generale Paolo Morrone. 
Il generale, libero ormai da ogni impegno politico, chiede e ottiene di raggiungere il fronte al comando di una divisione (comprendente anche la brigata Salerno, che si coprirà d'onore nella zona dell'alto Isonzo).
Le dimissioni di Luigi Cadorna nei primi giorni di novembre del 1917, all'indomani della disfatta di Caporetto, permette l'ascesa del maresciallo Armando Diaz che lo sostituisce come comandante supremo dell'esercito. Il 20 marzo 1918, il capo del governo, Vittorio Emanuele Orlando, ritiene giunto il momento di sostituire il ministro Vittorio Luigi Alfieri nel dicastero della guerra. Verrà richiamato Zupelli i a ricoprire tale carica per la seconda volta, nominato nel frattempo Tenente Generale (generale di corpo d'armata). Il suo secondo mandato si concluderà nella seconda metà del gennaio 1919, a guerra conclusa. Nello spazio di soli due mesi e cioè fra i primi del novembre 1919 ed il 31 dicembre dello stesso anno, Zupelli riuscirà a smobilitare ben 1 400 000 uomini.

### Vicepresidente del Senato
Nel giugno del 1915, quando il socialista Mussolini diviene interventista, Zupelli, in qualità di ministro della guerra, invia la seguente circolare ai comandi dei vari corpi d'armata e di divisione dell'esercito: «È a conoscenza di tale ministero che...[da parte] dei fasci rivoluzionari interventisti siasi fatta una vivace propaganda fra i fascisti richiamati ed arruolati volontariamente sotto le armi ... A capo di tale movimento sarebbe il Prof. Mussolini ... è indispensabile che con occulte ed energiche disposizioni sia provveduto a impedire in modo assoluto, che tale insana propaganda possa ovunque penetrare nelle file dell'esercito». Anche la domanda inoltrata da Mussolini per essere arruolato come volontario in qualità di ufficiale (avendone oltretutto diritto), viene respinta.
Nel febbraio del 1919 Vittorio Italico Zupelli torna ad essere solo senatore del Regno.
Nel 1922 accoglie con freddezza il conferimento dell'incarico di primo ministro a Benito Mussolini, da parte di Vittorio Emanuele III, a seguito della Marcia su Roma. Di tendenze monarchiche e conservatrici, il generale Zupelli prova e ha sempre provato, nei confronti di Mussolini, scarse simpatie e un senso di profonda diffidenza, tanto da essere stato anche definito "accanito antifascista".
Il 31 maggio 1924 viene nominato vicepresidente del Senato; in questa veste presenzia alla partenza del feretro di Giacomo Matteotti per Fratta Polesine: "il vecchio generale, visibilmente commosso, (...) innanzi a tutti" si inginocchiò al passaggio della salma sul marciapiede della stazione di Monterotondo scalo. Presiedette la parte finale dei lavori della Commissione istruttoria del Senato in Alta Corte di giustizia, che il 12 giugno 1925 portò tuttavia al proscioglimento di Emilio De Bono per complicità nel processo Matteotti.
La carica di vicepresidente del Senato è mantenuta dal generale Zupelli fino all'estate del 1934. Continua tuttavia a frequentare saltuariamente le sedute parlamentari per alcuni anni, fino agli inizi della seconda guerra mondiale.

### Gli ultimi anni
Nella primavera del 1939, pochi mesi prima dello scoppio del secondo conflitto mondiale, l'ottuagenario Vittorio Italico Zupelli compie, accompagnato da un giovane nipote, il suo ultimo viaggio nella Capodistria natìa dopo tredici anni d'assenza. La sua precedente visita era stato infatti effettuata nel 1926, in forma strettamente privata e, prima ancora, nel 1922 in rappresentanza del Parlamento del Regno d'Italia.
Poche settimane prima della caduta del fascismo (25 luglio 1943), fa visita a Vittorio Emanuele III insieme all'ammiraglio Thaon di Revel per cercare di trovare uno sbocco alla crisi militare e politica in cui si dibatte l'Italia, cacciando Mussolini. Tutto si rivelerà però inutile: nessuno dei due prestigiosi personaggi infatti «era disposto ad assumersi i rischi di compiere il primo passo senza un ordine esplicito o almeno senza che fosse fatto loro capire con sufficiente chiarezza che sarebbero stati sostenuti».
Il generale e senatore Vittorio Italico Zupelli si spegnerà nel gennaio del 1945 a Roma, da poco liberata dall'occupazione nazista.